# Relations entre le Bangladesh et la Libye
Les relations entre le Bangladesh et la Libye désignent les relations bilatérales de la république populaire du Bangladesh et de l'État de Libye.

## Histoire
La Libye fait partie de la région du Maghreb. Le voyageur du XIVe siècle, Ibn Battûta, mentionne dans son livre la présence des Maghrébins au Bengale à cette époque, principalement en tant que commerçants. Il parle d'un certain Muhammad al-Masmudi, qui y vivait avec sa femme et son serviteur.
Pendant la guerre de libération du Bangladesh en 1971, des F-5 libyens ont été déployés sur la base aérienne de Sargodha, peut-être comme unité d'entraînement potentielle pour préparer les pilotes pakistanais. Mouammar Kadhafi a personnellement adressé une lettre très ferme au Premier ministre indien Indira Gandhi, un allié du Mukti Bahini du Bangladesh, l'accusant d'agression contre le Pakistan.

## Relations actuelles
Le Bangladesh a un ambassadeur résident en Libye. La Libye a une ambassade résidente à Dacca, au Bangladesh. En octobre 2011, le gouvernement du Bangladesh a reconnu le Conseil national de transition libyen. L'ambassade du Bangladesh a été attaquée à Tripoli en février 2017. En mai 2020, 26 migrants bangladais ont été assassinés par des trafiquants d'êtres humains lors du massacre de Mizdah (en).

## Relations économiques
Depuis 1974, la Libye recrute des travailleurs migrants du Bangladesh. Le Bangladesh a signé un accord pour envoyer un million de travailleurs en Libye en 2009. En mai 2015, la Libye a interdit les travailleurs migrants du Bangladesh, craignant qu'ils n'émigrent illégalement vers l'Europe en passant par la Libye. En septembre 2015, la communauté bangladaise en Libye était estimée à 37 000 personnes. En avril 2017, ce nombre était tombé à 20 000. En mai 2017, le Bangladesh est devenu la plus grande source de migrants vers l'Europe via la Libye,. Khalifa Haftar, de l'armée nationale libyenne, a interdit l'arrivée de Bangladais et de ressortissant de cinq autres pays en 2017.